# Wolfgang (Braunschweig-Grubenhagen)
Herzog Wolfgang von Braunschweig, seit 1566 Herzog zu Braunschweig und Lüneburg (* 6. April 1531 in Herzberg am Harz; † 14. Mai 1595 ebenda) war von 1567 bis 1595 Fürst im Fürstentum Grubenhagen.

## Leben
Herzog Wolfgang folgte seinem verstorbenen Bruder Ernst 1567 in der Regierung des kleinen Fürstentums. Die Grubenhagener Linie der Welfenherzöge wurde 1566 durch Kaiser Maximilian II. in die Gesamtbelehnung des Herzogtums Braunschweig-Lüneburg mitaufgenommen. Seitdem führten auch die Grubenhagener Welfen wie ihre Calenberger, Lüneburger und Wolfenbütteler Vettern den Titel „Herzog zu Braunschweig und Lüneburg“.
Wie die meisten seiner Vorgänger hatte er Geldsorgen, weswegen er öfters gezwungen war, wichtige Besitzteile zu veräußern oder zu verpfänden und hohe Steuern einzufordern.
Wolfgang unterzeichnete die Konkordienformel von 1577 und das Konkordienbuch von 1580. Im Jahre 1581 erließ er den Bürgern von Herzberg das Recht, sich mit Brenn- und Bauholz sowie mit Laub zur Felddüngung zu versorgen. Mit der Gründung der Hofschule in Herzberg versuchte er den Bildungsstand in seinem Land zu verbessern. 1593 zog er gegen die Machtansprüche der Grafen zu Stolberg die Grafschaft Lauterberg-Scharzfeld als erledigtes Lehen ein. Im selben Jahr bestätigte er die Harzer Bergordnung von 1554 und erteilte den Herzberger Bürgern das Braurecht und die Genehmigung zum Weinausschank.
Für seine Ehefrau Dorothea von Sachsen-Lauenburg (* 11. März 1543; † 5. April 1586) legte er unterhalb des Schlosses Herzberg einen Lustgarten an. Die Ehe blieb ohne Kinder, deshalb erbte sein jüngerer Bruder Philipp II. 1595 das Fürstentum Grubenhagen. Mit dessen Tod die Grubenhagener Linie der Welfen schließlich ausstarb.
Seine letzte Ruhestätte befindet sich neben seinen Eltern, Brüdern und seiner Frau in der Gruft der St. Aegidienkirche in Osterode.